# Quốc Khánh (diễn viên)
Trần Quốc Khánh (sinh ngày 24 tháng 4 năm 1962), thường được biết đến với nghệ danh Quốc Khánh, là một nam diễn viên người Việt Nam. Ông vốn nổi tiếng với vai diễn Ngọc Hoàng trong chương trình Gặp nhau cuối năm của Đài Truyền hình Việt Nam, ngoài ra ông còn được biết đến với nhiều vai diễn hài kịch và chính kịch khác.

## Tiểu sử và sự nghiệp
Quốc Khánh tên đầy đủ là Trần Quốc Khánh, sinh ngày 24 tháng 4 năm 1962, là người gốc Hà Nội. Nhà ông chỉ có hai chị em, bố mẹ làm cán bộ công chức. Học hết lớp 10 (tương đương lớp 12 trong chương trình giáo dục cũ), ông thi vào khóa đào tạo diễn viên năm đầu tiên của Nhà hát Kịch Việt Nam từ năm 1978 đến 1982. Ngay trong năm tốt nghiệp, Quốc Khánh đã diễn hai vai trong hai vở kịch Người đá lạc đội hình (đạo diễn Doãn Hoàng Giang) và Cuộc chia tay tháng 6 (đạo diễn Trọng Khôi). Ngày ấy cùng học với ông còn có một số nghệ sĩ nay đã thành danh như Trung Anh, Quế Hằng, Đỗ Kỷ...
Năm 1982, Quốc Khánh tốt nghiệp và cùng các bạn học Việt Thắng, Đỗ Kỷ, Trung Anh, Trọng Trinh được gọi nhập ngũ. Sau thời gian ở quân ngũ, ông trở về Nhà hát bắt đầu tham gia nghệ thuật ở cả hai lĩnh vực sân khấu và điện ảnh.
Tết Mậu Dần năm 1998, Quốc Khánh xuất hiện trong phim hài Ghen. Bộ phim để lại ấn tượng khó phai trong lòng khán giả Việt và thường được phát sóng mỗi dịp Tết đến xuân về. Trong phim, ông vào vai một anh chàng công chức tên Tháo, rất sợ vợ.
Trong 30 năm gắn bó với nghề, Quốc Khánh được biết đến qua những tiểu phẩm hài của chương trình Gặp nhau cuối tuần cùng Quang Thắng, Phạm Bằng, Vân Dung; các bộ phim như Tết này ai đến xông nhà, Ghen, Trừng phạt, Áo lụa Hà Đông, Những người độc thân vui vẻ. Ông gắn liền với các nhân vật có tính cách cam chịu, đến cơ quan bị cấp trên đè nén, bị đồng nghiệp chơi xấu, về đến nhà bị vợ "đè đầu cưỡi cổ".
Đặc biệt, từ năm 2004 đến nay, Quốc Khánh còn được biết đến với vai diễn Ngọc Hoàng trong chương trình Gặp nhau cuối năm của Đài Truyền hình Việt Nam vào mỗi đêm 30 Tết. Vẻ ngoài của nhân vật này lạnh lùng, nghiêm nghị nhưng hài hước. Mỗi mùa Táo quân đi qua ông đều để lại ấn tượng riêng trong lòng công chúng với nhiều cử chỉ hành động và những câu nói hài hước như: "Thích màu hồng ghét sự giả dối", "Quyết liệt thì mới được việc", "Không làm gì mà vẫn giàu chỉ có đi lừa đảo" vv...
Năm 2012, ông được phong tặng danh hiệu Nghệ sĩ ưu tú.
Đầu năm 2017, mẹ ruột ông qua đời vì tuổi cao sức yếu. Trước khi qua đời, bà nằm điều trị tại bệnh viện một thời gian nhưng không qua khỏi. Năm 2022, ông nghỉ hưu tại Nhà hát Kịch Việt Nam.
Năm 2023, ông được phong tặng danh hiệu Nghệ sĩ Nhân dân.

## Tác phẩm
| Năm  | Tựa phim                      | Định dạng            | Vai diễn          | Ghi chú          |
| ---- | ----------------------------- | -------------------- | ----------------- | ---------------- |
| 1986 | Đứa con và Người lính         | Điện ảnh             | Lê Thiên          | [ 5 ]            |
| 1990 | Chiếc bình tiền kiếp          | Điện ảnh             | Sửu               |                  |
| 1995 | 12A và 4H                     | Phim ngắn tập        | Triệu             |                  |
| 1995 | Trở lại bến xưa               | Điện ảnh truyền hình |                   |                  |
| 1996 | Trả giá                       | Điện ảnh truyền hình | Hải dớ            |                  |
| 1996 | Đông Ki ra thành phố          | Điện ảnh truyền hình |                   |                  |
| 1996 | Ngọt ngào và Man trá          | Điện ảnh truyền hình |                   |                  |
| 1997 | Chuyện của những người đàn bà | Điện ảnh truyền hình |                   |                  |
| 1997 | Ghen                          | Điện ảnh truyền hình | Tháo              |                  |
| 1997 | Những nhánh cây đời           | Điện ảnh truyền hình |                   |                  |
| 1997 | Cửa hàng Lô-Pa                | Điện ảnh truyền hình | Đình              |                  |
| 1997 | Trưởng ban dân số             | Điện ảnh truyền hình | anh Đen           |                  |
| 1997 | Gà Ô Tử Mị                    | Điện ảnh truyền hình |                   |                  |
| 1998 | Nhịp cầu hạnh phúc            | Phim ngắn tập        |                   |                  |
| 1999 | Lên giời                      | Điện ảnh truyền hình | Kiết              |                  |
| 1999 | Bụi vàng                      | Điện ảnh truyền hình |                   |                  |
| 1999 | Cầu thang nhà A6              | Phim ngắn tập        | Chi               |                  |
| 1999 | Hoa Trạng nguyên              | Điện ảnh truyền hình | Mạnh              |                  |
| 1999 | Những người săn lùng cái đẹp  | Điện ảnh truyền hình |                   |                  |
| 1999 | Phóng sinh                    | Điện ảnh truyền hình | Thắng             |                  |
| 1999 | Khoảng cách                   | Điện ảnh truyền hình | Vũ                |                  |
| 1999 | Dấu chân thầm lặng            | Điện ảnh truyền hình | Tên ăn trộm       |                  |
| 1999 | Đi qua cổng làng              | Điện ảnh truyền hình |                   |                  |
| 2000 | Giếng làng                    | Điện ảnh truyền hình | Con Cả            |                  |
| 2000 | Nụ cười người khác            | Điện ảnh truyền hình | Ngộ               |                  |
| 2000 | Bức đại tự                    | Điện ảnh truyền hình | Uy                |                  |
| 2000 | Sóng ở đáy sông               | Phim ngắn tập        | nhà thơ Hoàng Mai |                  |
| 2001 | Không phải trò đùa            | Điện ảnh truyền hình |                   |                  |
| 2001 | Ông nội, ông nội              | Điện ảnh truyền hình |                   |                  |
| 2001 | Chàng Trần Cung đi cấp cứu    | Điện ảnh truyền hình | Trần Cung         |                  |
| 2001 | Vết trượt                     | Phim ngắn tập        |                   |                  |
| 2001 | Quả muộn                      | Điện ảnh truyền hình |                   |                  |
| 2002 | Bác Cả người sung sướng...    | Điện ảnh truyền hình |                   |                  |
| 2002 | Tết này ai đến xông nhà       | Điện ảnh truyền hình | Thi               |                  |
| 2003 | Hến ơi là hến                 | Điện ảnh truyền hình | Cường             |                  |
| 2004 | Khoảnh khắc giao mùa          | Điện ảnh truyền hình | Trần Cung         |                  |
| 2005 | Biến lạ thành quen            | Điện ảnh truyền hình |                   |                  |
| 2005 | Đi tour thời hiện đại         | Điện ảnh truyền hình |                   |                  |
| 2006 | Áo lụa Hà Đông                | Điện ảnh             | Gù                |                  |
| 2006 | Chuyên án chưa kết thúc       | Phim ngắn tập        | Hùng              | Cảnh sát hình sự |
| 2006 | Cây bưởi ra hoa               | Điện ảnh truyền hình |                   |                  |
| 2007 | Kẻ giấu mặt                   | Phim dài tập         | Lê Quang          | Cảnh sát hình sự |
| 2008 | Những người độc thân vui vẻ   | Sitcom               | Hào hùng          |                  |
| 2010 | Cuồng phong                   | Phim dài tập         |                   | Cảnh sát hình sự |
| 2014 | Bão qua làng                  | Phim dài tập         | Nhà báo Lộc       |                  |

### Chương trình khác
- Gặp nhau cuối tuần - Đài Truyền hình Việt Nam
- Gặp nhau cuối năm - Đài Truyền hình Việt Nam
- Gala cười - Đài Truyền hình Việt Nam

## Giải thưởng
- 2006: Giải Cánh diều vàng cho "Nam diễn viên chính xuất sắc nhất" với vai Gù trong phim Áo lụa Hà Đông.
- 2007: Giải Bông sen vàng cho "Nam diễn viên chính xuất sắc nhất" với vai Gù trong phim Áo lụa Hà Đông.
- 2012: Danh hiệu Nghệ sĩ ưu tú.
- 2023: Danh hiệu Nghệ sĩ Nhân dân.